# Creu de terme de Ladário
La Creu de terme de Ladário és un monument històric situat en l'extingit municipi de Sâo Salvador de Vila do Ladário, hui situat a la freguesia de Sâo Miguel de Vila Boa, al municipi de Sátão, districte de Viseu, subregió de Dâo-Lafões, Portugal.
Sâo Salvador de Vila do Ladário era la freguesia, vila i seu del municipi fins a l'inici del segle xix, i s'eliminaren al 1840, i passaren a formar part de la freguesia de Sâo Miguel de Vila Boa, i s'incorporà al municipi de Sátão.
Tenia, al 1801, només 164 habitants. Al llarg dels anys el nucli del llogaret es desplaçà a la vora de la carretera de Ladário, i restà la part antiga i històrica a la banda est del Ladário actual; l'any 2012 tenia uns 200 habitants.

## Història
Els orígens de Ladário remunten a l'any 1125, quan Teresa de Leâo concedeix carta de <i>couto</i> al territori on hui es troba Ladário. El seu fill Alfons I, primer rei de Portugal, fou el beneficiari d'aquesta concessió. Aquest cedeix el couto l'any 1125 al Convent d'Águas Santas (Maia), de l'Orde del Sant Sepulcre, que es mantenia al 1258, segons les Inquirições d'Alfons III realitzades aquell any.
Ladário fou freguesia, vila i seu de municipi, amb carta foral atorgada per Manuel I el 5 de maig del 1514.(1) Fou una de les majors potències de la zona de Viseu, però anà declinant per la migració cap a Brasil, al litoral, a les grans ciutats i a altres estats. Els estatus de freguesia, vila i seu de municipi se li anul·laren al 1840, i l'antic Sâo Salvador de Vila do Ladário s'incorporà a la freguesia de Sâo Miguel de Vila Boa, dins el territori del municipi de Sátão.

## Patrimoni històric
Com a testimoni del passat, hui resten del Ladário original la creu de terme (símbol de l'autonomia perduda) a més de cases blasonades en ruïnes, l'antic Convent d'Águas Santas, l'antiga església parroquial en ruïnes, el presidi, el Solar de Bandeiras o Palo das Fráguas, i algunes cases molt antigues i encara habitades. Per haver estat anteriorment cap de municipi, es considera que el seu patrimoni històric inclou els llogarets veïns, com ara Abrunhosa (antiga "Abrunhosa do Ladário") i també la freguesia de la qual va passar a formar part, Sâo Miguel de Vila Boa. Tots els immobles d'interés històric de la rodalia formen part de la "Zona de Protecció de la Creu de terme de Ladário".
La creu es construí durant l'atribució del fur manuelí. Es tracta d'una creu de terme de pinya piramidal, amb sòcol quadrangular de tres esglaons, on s'assenta una columna de fust quadrangular, rematada per un pinacle piramidal. Situat darrere de l'església Parroquial, està classificada des de l'11 d'octubre del 1933 com a Immoble d'Interés Públic.
La mateixa classificació té el Santuari de Nossa Senhora da Esperança, situat al poble proper d'Abrunhosa, construït al segle xviii per ordre del canonge Luís Bandera Galvão, a l'indret on era una primitiva capella, complint el vot del seu oncle, homònim seu, de la confraria de Nossa Senhora da Esperança. És un temple manierista i barroc, on sobreïx una gran harmonia d'estils. A l'interior, ressalten els sostres pintats en trompe-l’oeil, la decoració de talla, les motllures, florons i pintures marbrades; i també l'orgue rococó.
Diu la tradició, immortalitzada per Albano Martins de Sousa en Terras do Concelho de Sátão, que «les campanes de Nossa Senhora da Esperança tenen una sonoritat molt bella perquè en la fosa desaren molt d'or. Les campanes, diuen, es fongueren a l'atri de la capella, davant la porta principal. I mentre els obrers preparaven el bronze, el fundador de la capella, el canonge Luis Bandeira Galvão, passejava d'un costat a l'altre, i, de tant en tant, ficava la mà a la butxaca i desava a la caldera peces d'or, l'or més fi, que, lluent, anava a fer meravellós el so d'aquell campanar, acabat de construir. Toquen tan bé... És que no és sols el bronze. És també l'or que contenen.»
Entre 2007 e 2009, tot el temple de Nossa Senhora da Esperança fou restaurat amb l'ajut de gran part de la població de São Miguel de Vila Boa, freguesia a la qual Ladário està unida des que pergué l'autonomia. La restauració se'n celebrà oficialment amb una visita del president de la República, Prof. Aníbal Cavaco Silva el 14 d'agost del 2009.
El Solar dos Bandeiras, o Palo das Fráguas, està inclòs en la Zona de Protecció de la Creu de terme de Ladário. El nucli inicial de la casa torre data del segle XIV i originà un paço que va pertànyer a Fernão Nunes Barreto, combatent en la batalla de Toro. El paço s'amplià al segle xvi i fou completament destruït el 1587 per les tropes de Felip II per haver arrecerat D. António, prior de Crato. Va ser reconstruït entre 1640 i 1644. Es coneixia per <i>Quinta do Lagar</i> a finals del segle xix, perquè devia produir una gran quantitat de vi i oli. Amb les alteracions que patí al llarg dels segles, té característiques gòtiques i barroques. És una casa torre que forma una U incompleta al voltant d'un pati. Té un jardí integrat en la casa i una font destacada en la residència.
L'església Parroquial de Sâo Miguel (a la veïna Vila Boa) va ser construïda en el s. XVII, tot i que ha sofert remodelacions a finals del segle xx. En destaca a la porta principal un sagrari. A l'interior, destaca un frontal d'altar decorat amb dos pelicans.

## Passat redescobert
La història de l'extingit Sâo Salvador da Vila do Ladário i la memòria del lloc s'havien perdut, i només en restava el registre en la llista dels Antics Municipis de Portugal. Ladário va ser redescoberta com la terra de naixement d'un dels personatges de la història brasilera, el capità general de la província de Mato Grosso Luís de Albuquerque de Melo Pereira i Cáceres, que seguint ordres reials avançà les fronteres sobre els espanyols, i conquerí el marge dret del riu Paraguai i la regió del riu Guaporé de l'actual Brasil.
Luís de Albuquerque de Melo Pereira i Cáceres governà Mato Grosso entre 1771 i 1790 i fundà ciutats importants com ara Corumbá (antic Albuquerque), Ladário (nom donat en homenatge a la seua terra natal) a l'estat de Mato Grosso do Sul i Cáceres a l'estat de Mato Grosso, entre d'altres, a més de les fortaleses de Real Forte Príncipe da Beira i el Fort Coimbra, on es va lluitar en la Guerra del Paraguai.
La redescoberta de les ruïnes i l'autenticació com al Ladário de naixement de Luis de Albuquerque es deu al periodista, escriptor i historiador brasiler Felipe Porto (2012). Entre deu "ladários" portuguesos, sabent que era del districte de Viseu (on hi ha quatre "ladários") arribà al que resta del Sâo Salvador da Vila do Ladário original, confirmat per la proximitat de la Casa da Ínsua, castell construït per Luis de Albuquerque situat al veí municipi de Penalva do Castelo.
Al 2013, quan aquest Ladário i Luis de Albuquerque se citaren en internet, es donà a conéixer el llibre Luis de Albuquerque de Mello Pereira e Cáceres - Governador e Capitão General de Cuiabá Mato Grosso, de l'historiador portugués Afonso Costa Santos Veiga, en què, a banda de contenir l'única biografia coneguda d'aquest personatge, la identificació de Ladário de Sátão com a terra natal constava des del 2001, any de la publicació.